# 엘리스 딜런

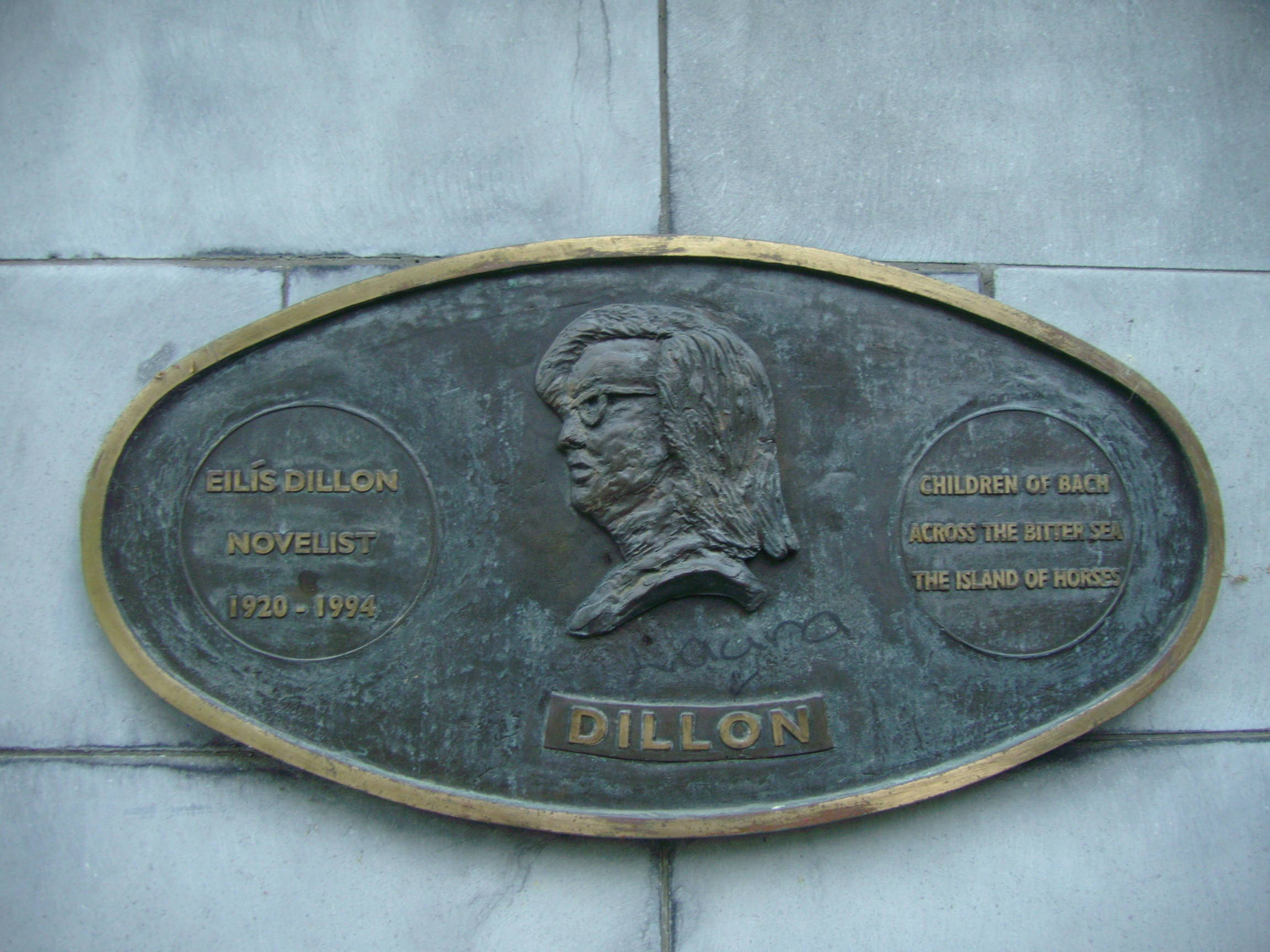

엘리스 딜런(Eilís Dillon: 1920년 3월 7일-1994년 7월 19일)은 아일랜드의 작가다. 14개 언어로 작품들이 번역되었다.
교수 토머스 딜런(Thomas Dillon)과 그 아내 제럴딘 플렁킷(Geraldine Plunkett)의 5자녀 중 3째로 태어났다. 엘리스 딜런의 모친 제럴딘 플렁킷은 아일랜드 독립운동가 조지프 플렁킷과 남매지간이다. 딜런은 골웨이 시 외곽의 당간하우스(Dangan House)에서 자라다가 작은 어촌인 바르나(Barna)로 이주했다. 이 지역에서 학교를 다니면서 딜런은 아일랜드어를 유창히 배우게 되었고, 코나마라 전통에 친밀해졌다. 딜런의 가족은 아일랜드 독립운동에 관여되었으며, 외삼촌 조지프 플렁킷은 1916년 부활절 봉기에 지도부로 참여, 독립선언문에 연서자로 서명까지 했다가 영국군에게 총살당했다.
딜런은 슬라이고의 우르술라회 수녀학교에서 공부를 계속했고, 숙박업과 요식업에 잠시 종사하기도 했다. 1940년 유니버시티 칼리지 코크 출신 학자 코르마크 오 킬라난(Cormac Ó Cuilleanáin)과 결혼했다. 부부는 슬하에 트리니티 칼리지 더블린 교수를 역임한 엘렌 니 킬라난, 코르마크 오 킬라난 남매를 비롯해 3명 이상의 자녀를 낳았다.
딜런은 1948년 An Choill Bheo, 1952년 Oscar agus an Cóiste sé nEasóg, 1955년 Ceol na coille 등 초창기 작품은 주로 아일랜드어로 썼다. 그러다 1952년 작품 《마나난 숨은 섬》(The Lost Island)이 성공을 거둔 뒤로는 거의 영어로만 글을 썼다. 딜런의 책은 대부분 청소년들이 자기발견과 문제해결을 경험하는 청소년문학이었다.
1964년 남편의 신병으로 인해 로마로 이주했다. 부부는 1969년 코크로 돌아왔지만 이듬해인 1970년 남편 킬라난은 사망했다. 이후 딜런은 여러 차례 이탈리아를 방문하면서 《제정 로마의 생활》(Living in Imperial Rome, 1974년), 《오백》(The Five Hundred, 1972년) 등 이탈리아를 배경으로 한 소설을 몇 편 썼다. 하지만 이 이탈리아 소설들은 아일랜드 소설만큼 인기가 있지는 않았다. 1974년 아일랜드계 미국인 평론가 비비언 메르시어와 재혼하면서 캘리포니아, 이탈리아, 더블린을 오가며 생활했다.
딜런의 주 분야는 청소년문학이었지만 성인을 대상으로 한 소설도 썼다. 딜런의 첫 성인소설은 1953년의 《크레인 궁정의 죽음》(Death at Crane's Court)이라는 추리소설이었다. 속편으로 《죽여 버리다》(Sent to His Account, 1954년), 《사각안뜰의 죽음》(Death in the Quadrangle, 1956년)이 있다. 이 추리소설 시리즈는 1950년대 아일랜드의 풍속을 묘사한 것으로 알려져 있다. 이후로도 딜런은 《쓰디쓴 유리잔》(The Bitter Glass, 1959년), 《쓰디쓴 바다 건너》(Across the Bitter Sea, 1973년), 《기러기》(The Wild Geese, 1981년) 등 많은 소설을 집필했다.
말년의 딜런은 아일랜드 문화계의 중요 인사가 되었다. 아일랜드 예술평의회 평의원, 아일랜드 작가조합 위원장 등을 역임했고 아일랜드 아동도서기금을 설립했다. 1987년 딜런 부부는 더블린에 완전 정착했고, 딜런은 신진 아일랜드 작가들을 지원했다. 엘리스 딜런의 마지막 소설은 1993년 출간된 《바흐의 아이들》(Children of Bach)이다. 딜런은 1994년 사망했다. 향년 74세. 1989년에 앞서 사망했던 두 번째 남편 메르시어의 곁에 매장되었다.